# رجل عدن والسيدة ذات العيون الزرقاء (رواية)
رجل عدن والسيدة ذات العيون الزرقاء عمل روائي للكاتبة والشاعرة الاسبانية كلارا خانيس نشرت عام 1991 باللغة الاسبانية وترجمها الدكتور طلعت شاهين إلى اللغة العربية. والعنوان الأصلي للرواية هو «El hombre de Adén» أضاف اليه المترجم طلعت شاهين عبارة «والسيدة ذات العيون الزرقاء».
الرواية من وحى رحلة الكاتبة كارلا خانيس إلى صنعاء اليمنية لحضور اللقاء الشعري العربي الأسباني، وتعكس خلالها الحياة في العاصمة اليمنية التي يعيش فيها الإنسان مستخدما أحدث أدوات التكنولوجيا، مع احتفاظه بعاداته وتقاليده التي تعود إلى قرون مضت، مما يجعل اللقاء بين الكاتبة وزملائها من المبدعين العرب لقاء بين الحضارتين الغربية والشرقية، لقاء له مذاق خاص، يدفع ببطلة الرواية «المرأة الأوروبية، ذات العيون الزرقاء والحاسرة الرأس» إلى الغور في أعماق المدن اليمنية التي زارتها، وبشكل خاص صنعاء وعدن، لأنهما مدينتان تدعوان إلى المغامرة.